# Lors

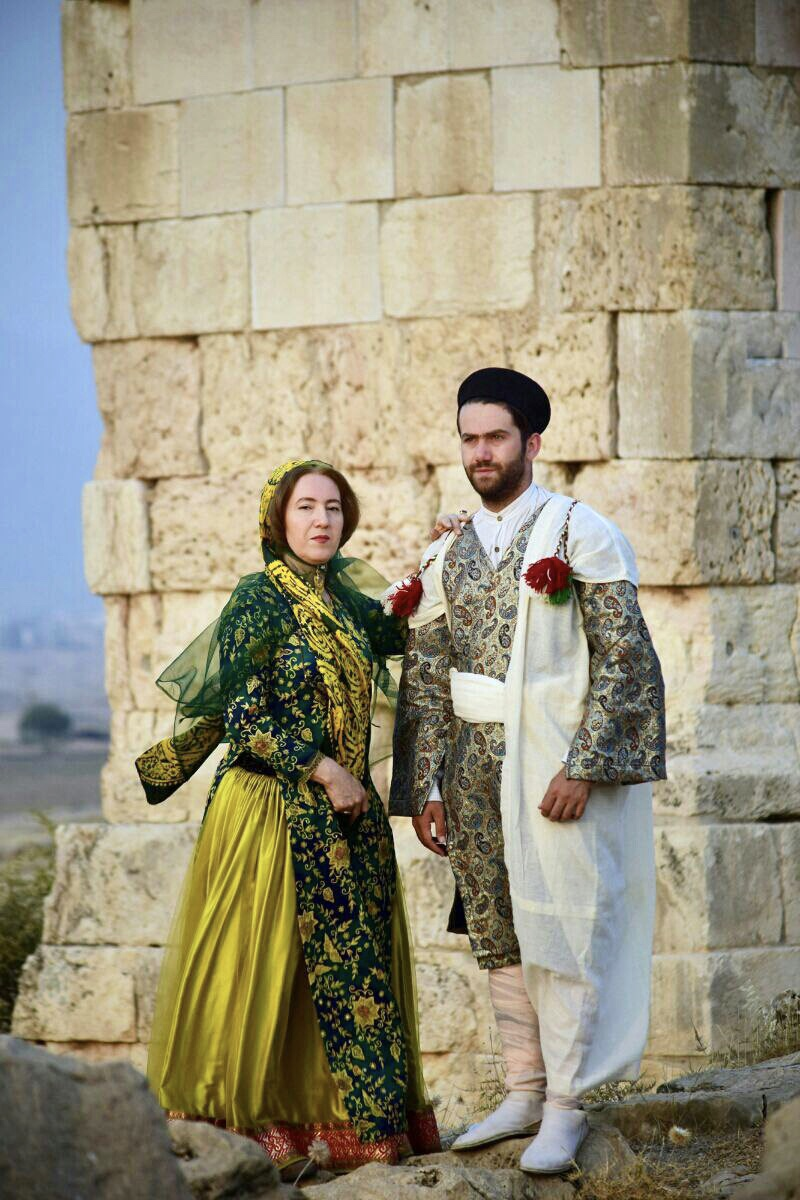
zuidelijke Lors in traditionele kleding

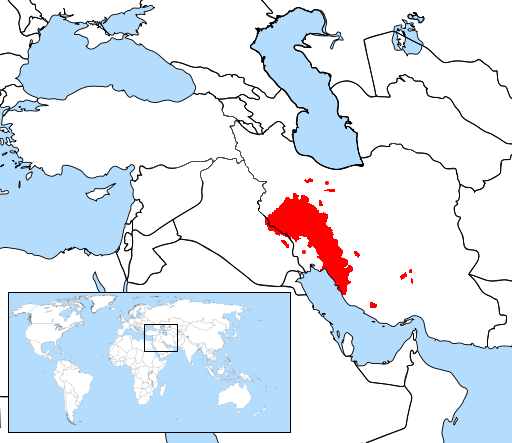
Lors

De Lors zijn een Iraans volk die voornamelijk wonen in de Iraanse provincies Lorestan, Ilam (beiden in het Zagrosgebergte, in het westen van Iran) en Kohgiluyeh en Boyer Ahmad (meer naar het zuiden, nabij de Perzische Golf). Het totale aantal Lors ligt om en nabij de 2 miljoen. De Koerden en Bakhtiari zijn een aan de Lors verwant volk.

## Taal
De Lors spreken verscheidene Luri-dialecten (of Lori-). Het Luri is een groep dialecten die nauw aan het Koerdisch verwant is, maar wel als een aparte taal wordt gezien. Daarnaast spreken ook veel Lors het Perzisch.

## Geschiedenis
De Lors stammen af van oude Arische stammen, onder andere waarschijnlijk van de Meden. Ze zijn verwant aan de naburige Perzen.
De in de late middeleeuwen binnenvallende Mongolen dwongen hen over te stappen naar een nomadische bestaanswijze.

## Cultuur
Tegenwoordig zijn ze nog als een soort half-nomaden te beschouwen. In Lorestan zelf wonen ze in dorpen terwijl de Lors die buiten dit gebied leven er een nomadische levenswijze op nahouden.
Ze staan bekend om producten die voortkomen uit hun nomadische levensstijl zoals tapijten en schapenteelt. Ook zijn ze kundige ruiters en goede metaalbewerkers.
Hun taal en cultuur hebben ze behoorlijk goed weten te handhaven omdat het bergachtige Lorestan en omstreken moeilijk bereikbaar is. Ten opzichte van de Iraanse regering nemen ze een wat afwerende houding aan waardoor deze niet zo positief tegenover hen staat.